# Nick Blake
Nick Blake (* im 20. Jahrhundert) ist ein neuseeländischer Schauspieler.

## Leben
Nick Blake ist seit dem Jahre 1990 als Schauspieler aktiv und ist vor allem in kleinen Nebenrollen in neuseeländischen Produktionen zu sehen, u. a. in Shark in the Park oder im Horrorfilm Black Sheep. 2006 spielte er die Titelrolle des Charles Killian in der Serie The Killian Curse. Er verkörperte ebenfalls Rollen in District 9 oder Legend of the Seeker – Das Schwert der Wahrheit. Einem internationalen Publikum wurde er durch die Rolle des Zöllners Peridur in Peter Jacksons Hobbit-Trilogie bekannt, den er im zweiten und im dritten Teil verkörperte.

## Filmografie (Auswahl)
- 1990: Shark in the Park (Fernsehserie, Episode 3x07)
- 1992: Shortland Street (Fernsehserie, 1 Episode)
- 2002: The Strip (Fernsehserie, Episode 1x08)
- 2006: The Killian Curse (Fernsehserie, 7 Episoden)
- 2006: Black Sheep
- 2008: Second Hand Wedding
- 2009: Separation City – Stadt der Untreuen (Separation City)
- 2009: District 9
- 2009: Legend of the Seeker – Das Schwert der Wahrheit (Legend of the Seeker, Fernsehserie, Episode 2x03)
- 2010: Stolen (Fernsehfilm)
- 2011: Emilie Richards – Sehnsucht nach Paradise Island (Emilie Richards, Fernsehfilm)
- 2013: Der Hobbit: Smaugs Einöde (The Hobbit: The Desolation of Smaug)
- 2014: Der Hobbit: Die Schlacht der Fünf Heere (The Hobbit: The Battle of the Five Armies)
- 2016: Hillary (Fernsehserie, 4 Episoden)
- 2018: James Patterson's Murder Is Forever (Fernsehserie, 2 Episoden)
- 2018: Mortal Engines: Krieg der Städte (Mortal Engines)